# Sainte-Agathe-en-Donzy
Sainte-Agathe-en-Donzy é uma comuna francesa na região administrativa de Auvérnia-Ródano-Alpes, no departamento de Loire. Estende-se por uma área de 3,39 km². Em 2010 a comuna tinha 128 habitantes (densidade: 37,8 hab./km²).